# Grethe Fenger Møller
Grethe Fenger Møller (født 6. november 1941 på Frederiksberg) er en dansk jurist og politiker fra Det Konservative Folkeparti. Hun var arbejdsminister i Firkløverregeringen.

## Uddannelse og arbejde
Grethe Fenger Møller blev student fra Marie Kruses Skole i 1961 og cand.jur. fra Københavns Universitet i 1969, hvorefter hun blev ansat i Socialministeriet.

## Politisk karriere
Fenger Møller blev medlem af kommunalbestyrelsen på Frederiksberg i 1974, hvor hun var rådmand i et par omgange og formand for flere udvalg.
I 1977 blev hun valgt til Folketinget, og karrieren toppede, da hun 10. september 1982 blev arbejdsminister i Regeringen Poul Schlüter I. Posten besad hun indtil 12. marts 1986, hvorefter hun i et år var sit partis politisk ordfører.
Hendes politiske karriere endte som følge af Tamilsagen. Som led i sagen blev Grethe Fenger Møller 13. september 1995 idømt 60 dages betinget fængsel for falsk vidneforklaring. Inden da havde hun fået ophævet sin parlamentariske immunitet i 1993.
Fenger Møller genopstillede ikke ved kommunalvalget 1993 og folketingsvalget 1994. Hun vendte derefter tilbage til sin stilling i Socialministeriet, hvor hun var fuldmægtig i ministeriets internationale afdeling indtil hun gik på pension i 2008.
Grethe Fenger Møller var fra 1974 til 1981 formand for Dansk Kvindesamfund.